# EF Education-Tibco-SVB/Saison 2022
Dieser Artikel beschreibt die Mannschaft und die Siege des Radsportteams EF Education-Tibco-SVB in der Saison 2022.

## Mannschaft
| Teamkader 2022          | Teamkader 2022    | Teamkader 2022         | Teamkader 2022                       |
| Name                    | Geburtsdatum      | Land                   | Vorheriges Team                      |
| ----------------------- | ----------------- | ---------------------- | ------------------------------------ |
| Elizabeth Banks         | 7. November 1990  | Vereinigtes Königreich | Ceratizit-WNT Pro Cycling (2021)     |
| Letizia Borghesi        | 16. Oktober 1998  | Italien                | Aromitalia-Basso Bikes-Vaiano (2021) |
| Kristabel Doebel-Hickok | 28. April 1989    | Vereinigte Staaten     | Rally Cycling (2021)                 |
| Tanja Erath             | 7. Oktober 1989   | Deutschland            | Canyon-SRAM Racing (2020)            |
| Veronica Ewers          | 1. September 1994 | Vereinigte Staaten     | Fount Cycling Guild (2021)           |
| Kathrin Hammes          | 9. Januar 1989    | Deutschland            | Ceratizit-WNT Pro Cycling (2021)     |
| Emma Langley            | 23. November 1995 | Vereinigte Staaten     | Team Illuminate (2020)               |
| Emily Newsom            | 4. September 1983 | Vereinigte Staaten     |                                      |
| Sara Poidevin           | 7. Mai 1996       | Kanada                 | Rally Cycling (2021)                 |
| Omer Shapira            | 9. September 1994 | Israel                 | Canyon-SRAM Racing (2021)            |
| Abi Smith               | 1. April 2002     | Vereinigtes Königreich |                                      |
| Lauren Stephens         | 28. Dezember 1986 | Vereinigte Staaten     | Cylance (2018)                       |
| Magdeleine Vallieres    | 10. August 2001   | Kanada                 | World Cycling Centre (2021)          |
|                         |                   |                        |                                      |
| Quelle: ProCyclingStats |                   |                        |                                      |

## Siege
| Siege    | Siege                                                              | Siege              | Siege  | Siege                   | Siege |
| Datum    | Rennen                                                             | Staat              | Klasse | Siegerin                |       |
| -------- | ------------------------------------------------------------------ | ------------------ | ------ | ----------------------- | ----- |
| 27. Apr. | Tour of the Gila (Frauenradsport), 1. Etappe                       | Vereinigte Staaten | 2.2    | Kristabel Doebel-Hickok |       |
| 29. Apr. | Tour of the Gila (Frauenradsport), 3. Etappe                       | Vereinigte Staaten | 2.2    | Kristabel Doebel-Hickok |       |
| 1. Mai   | Festival luxembourgeois du Cyclisme Féminin Elsy Jacobs, 2. Etappe | Luxemburg          | 2.Pro  | Veronica Ewers          |       |
| 11. Mai  | Navarra Women’s Elite Classic                                      | Spanien            | 1.1    | Veronica Ewers          |       |
| 21. Mai  | Joe Martin Stage Race Women, 3. Etappe                             | Vereinigte Staaten | 2.2    | Emma Langley            |       |
| 22. Mai  | Joe Martin Stage Race Women, Gesamtwertung                         | Vereinigte Staaten | 2.2    | Emma Langley            |       |
| 24. Jun. | Israel National Road Cycling Championships - Women ITT             | Israel             | CN     | Omer Shapira            |       |
| 25. Jun. | Israel National Road Cycling Championships - Women RR              | Israel             | CN     | Omer Shapira            |       |
| 26. Jun. | US-amerikanische Meisterschaften, Straßenrennen der Frauen         | Vereinigte Staaten | CN     | Emma Langley            |       |
| 5. Aug.  | Tour Féminin International des Pyrénées, 1. b Etappe               | Frankreich         | 2.1    | Kristabel Doebel-Hickok |       |
| 5. Aug.  | Tour Féminin International des Pyrénées, 1. a Etappe               | Frankreich         | 2.1    | EF Education-TIBCO-SVB  |       |
| 6. Aug.  | Tour Féminin International des Pyrénées, 2. Etappe                 | Frankreich         | 2.1    | Kristabel Doebel-Hickok |       |
| 7. Aug.  | Tour Féminin International des Pyrénées, Gesamtwertung             | Frankreich         | 2.1    | Kristabel Doebel-Hickok |       |